# Плецль
Плецль, фр. Pletzl, від їд. פלעצל, «маленьке місце» або «маленька площа») — єврейський квартал у IV окрузі міста Париж, Франція. Площа Пляс-Сен-Поль та навколишня територія отримали неофіційну назву «плецль» через те, що наприкінці XIX та на початку XX століття тут гуртувалася більшість єврейських імігрантів в Парижі.
Коли у XIV—XV ст. євреям заборонили мешкати в Парижі, вони оселилися на території Маре (яка тоді знаходилася безпосередньо за міською стіною). Громада зростала завдяки прибульцям зі Східної Європи та Північної Африки. Зараз у Плецлі знаходяться синагоги, м'ясні магазини, єврейські делікатеси, фалафельні — все це створює місцеву культурну атмосферу.
Найважчим часом для громади була Другої світової війни, коли Режим Віші, який співпрацював з нацистами, дозволив депортувати у табори смерті багатьох з місцевих мешканців. Сьогодні громада Плецля — переважно ортодоксальна, дуже релігійна, і більшість мешканців належить до однієї з трьох синагог: дві на Рю-Розьє (будинки 17 та 25) та одна на Рю-Паве 10 — храм у стилі art nouveau, який спроєктував Ектор Ґімар, відомий також своєю участю в проєкті Паризького метро.

## Вулиці
- Rue Pavée
- Rue des Rosiers
- Rue Ferdinand Duval
- Rue des Écouffes
- Rue des Hospitalières-Saint-Gervais
- Rue Vieille du Temple

## Галерея

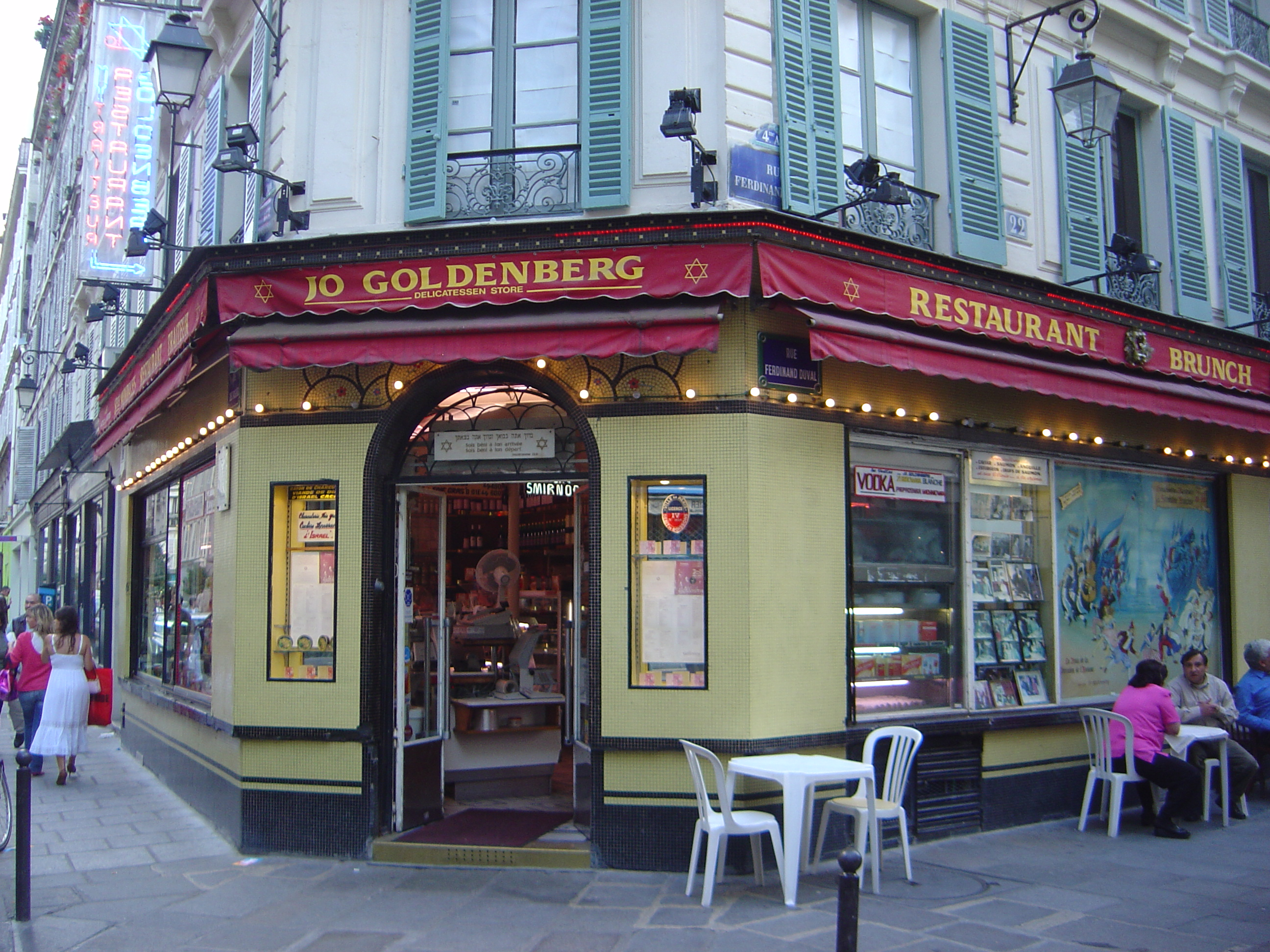
"Jo Goldenberg", ресторан, який був закритий 2007 року
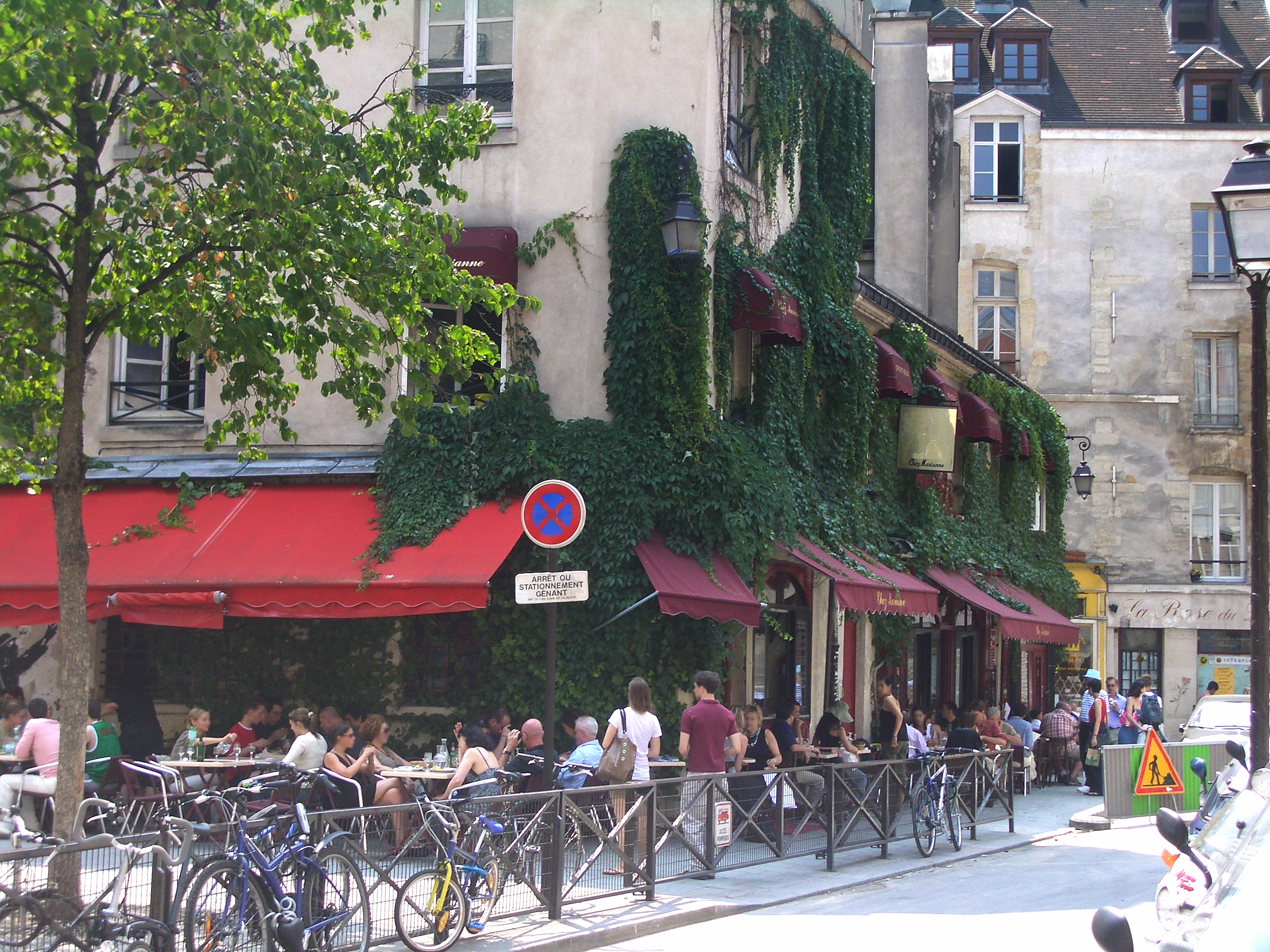
"Chez Marianne", єврейський ресторан
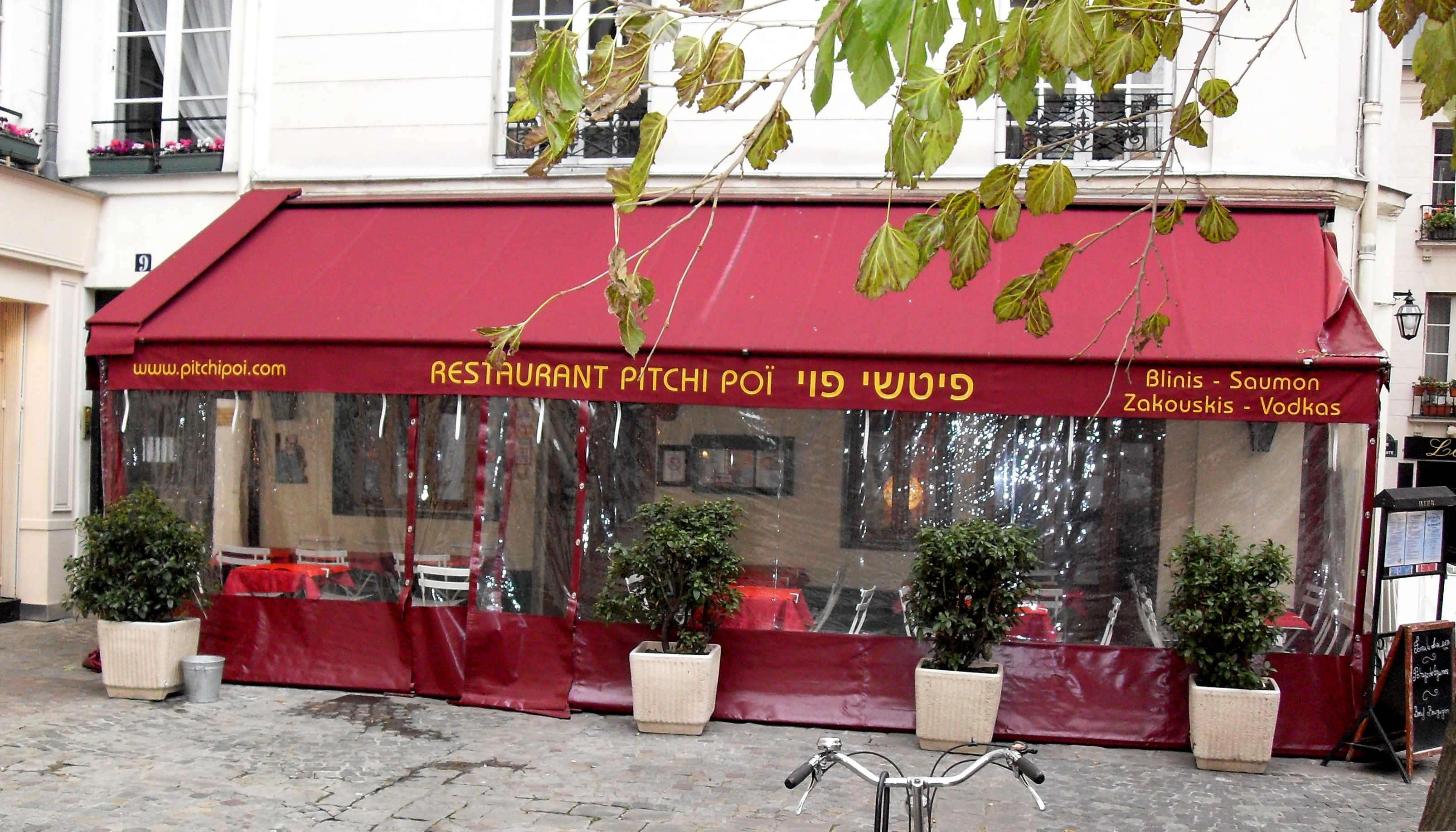
Ще один ресторан
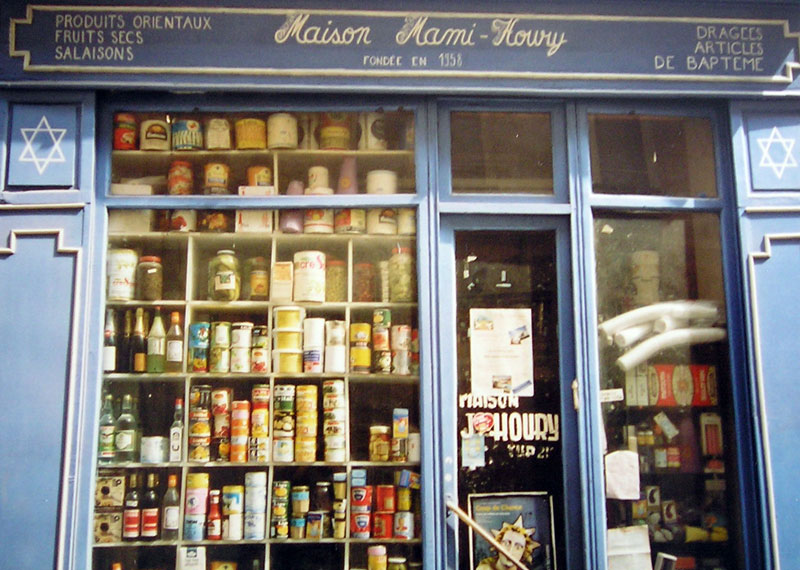
Єврейська крамниця
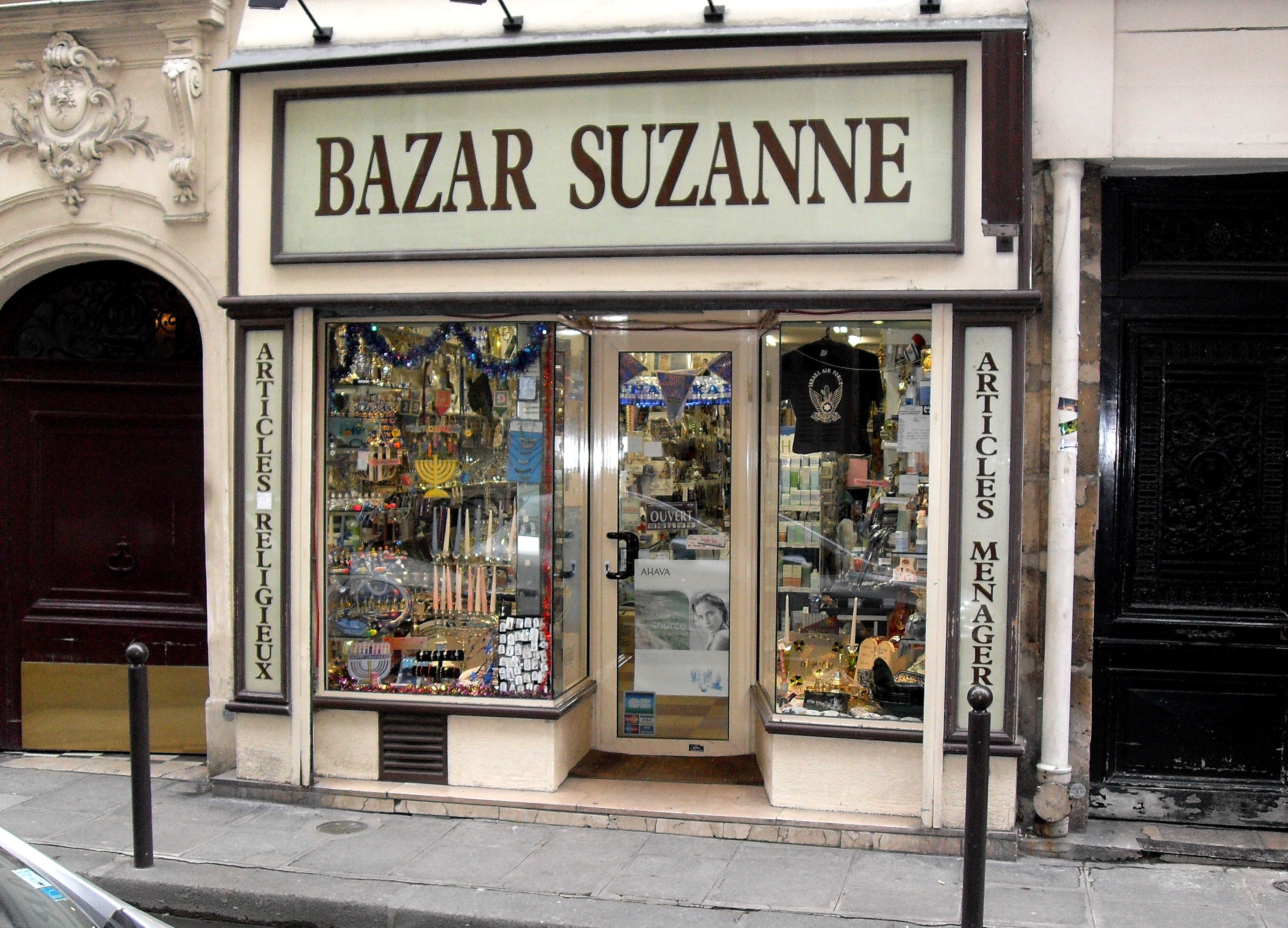
Крамниця
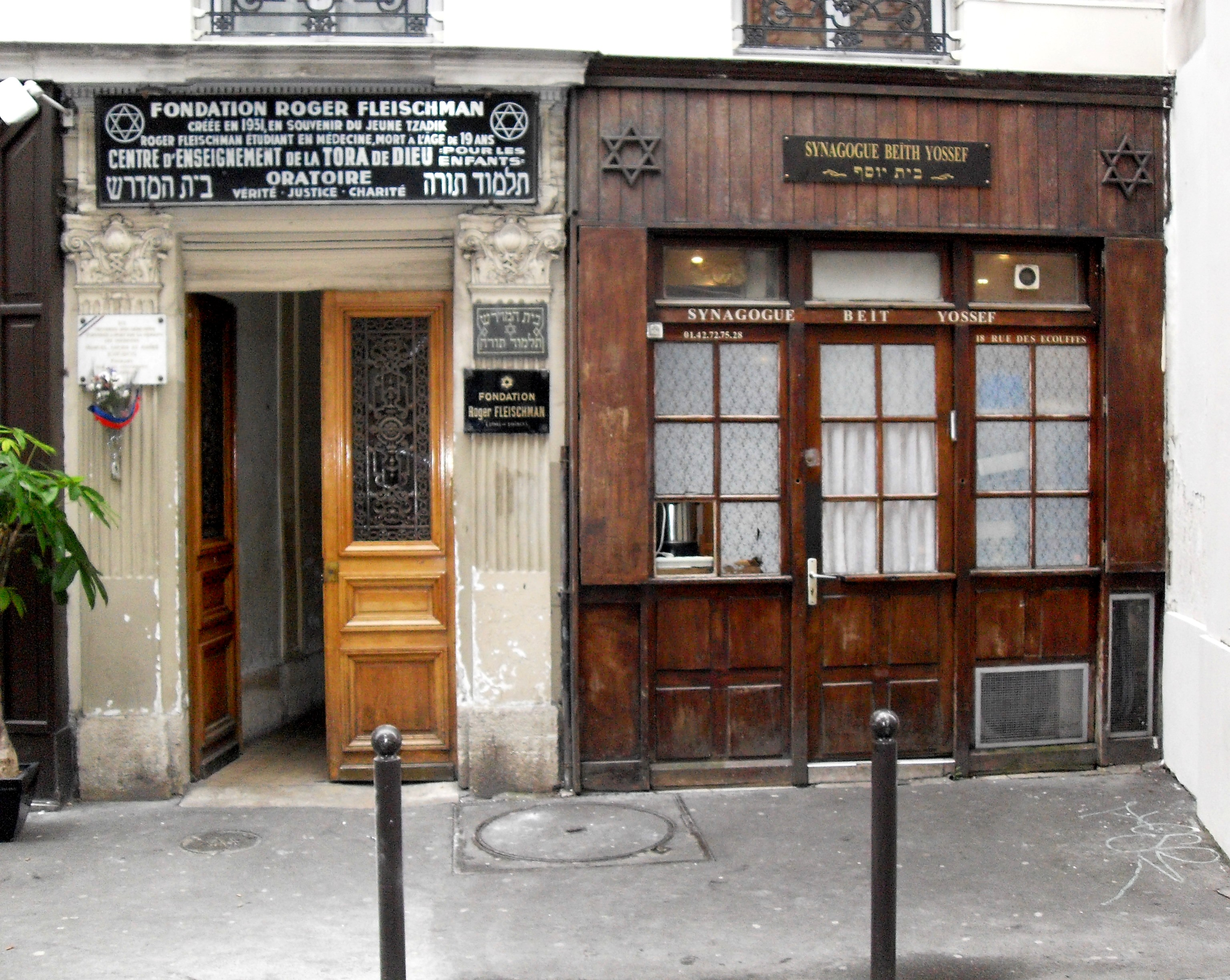
Синагога
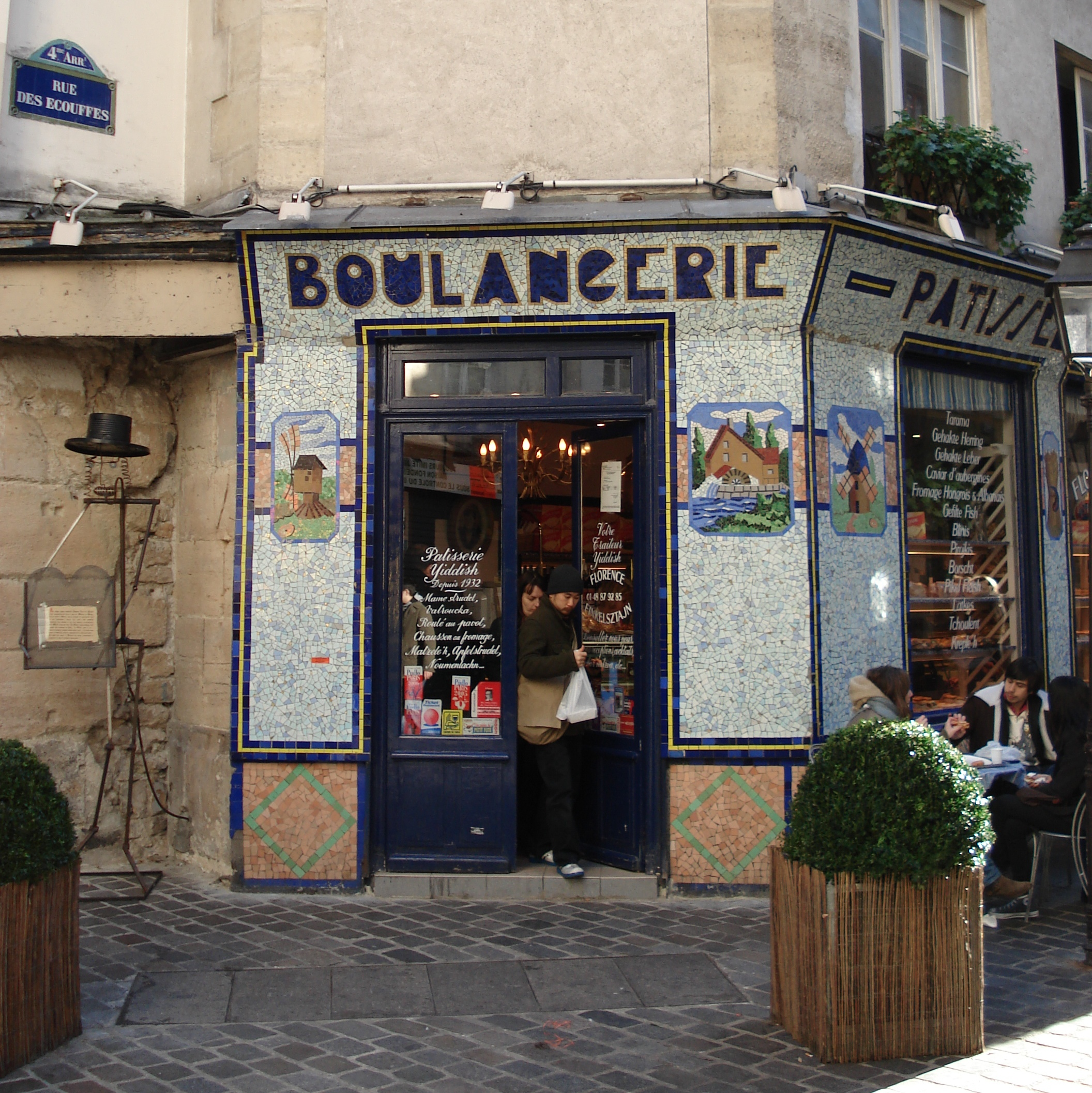
Єврейська булочна на вулиці Рю-дез-Екуф
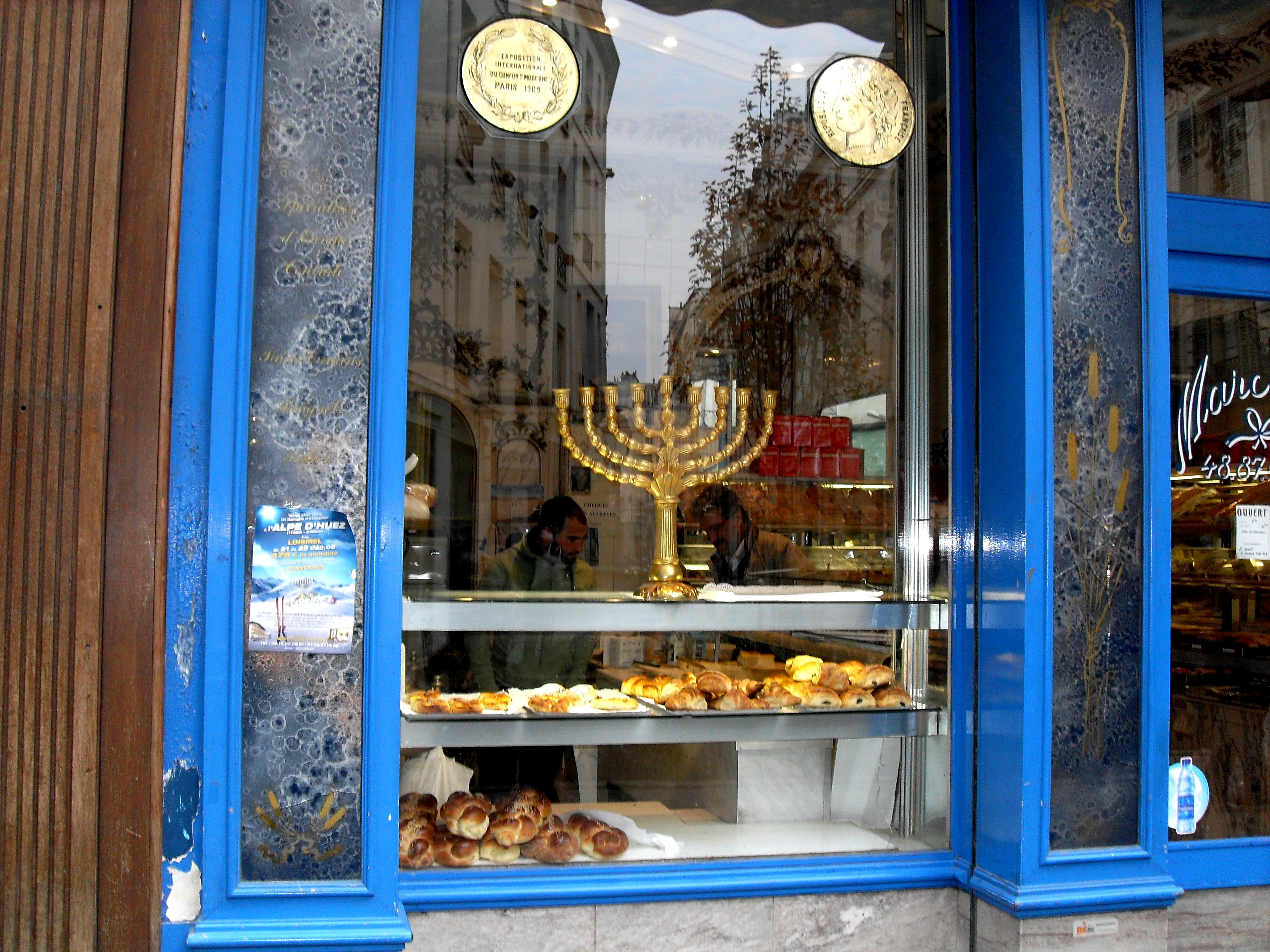
Ще одна єврейська булочна на Рю-де-Розьє
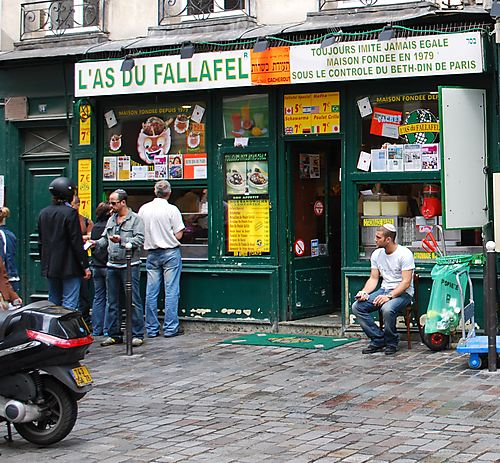
L'As du Fallafel, популярний кошерний ресторан на Рю-де-Розьє